# Wairoa (rivière de Tasman)
Pour les articles homonymes, voir Wairoa (homonymie).
La rivière Wairoa  (en anglais : Wairoa River) est  un cours d’eau localisé dans le nord de l’île du Sud de la  Nouvelle-Zélande.  

## Géographie
Elle s’écoule vers le nord sur 45 kilomètres avant de se combiner avec la rivière Wai-iti pour former le fleuve Waimea. Celle-ci s’écoule dans l’extrémité sud de la Baie de Tasman près de la ville de Richmond.